# 平行五度

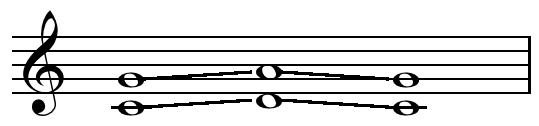
平行五度

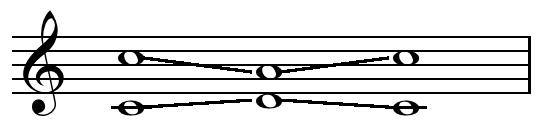
非平行五度的一种示例

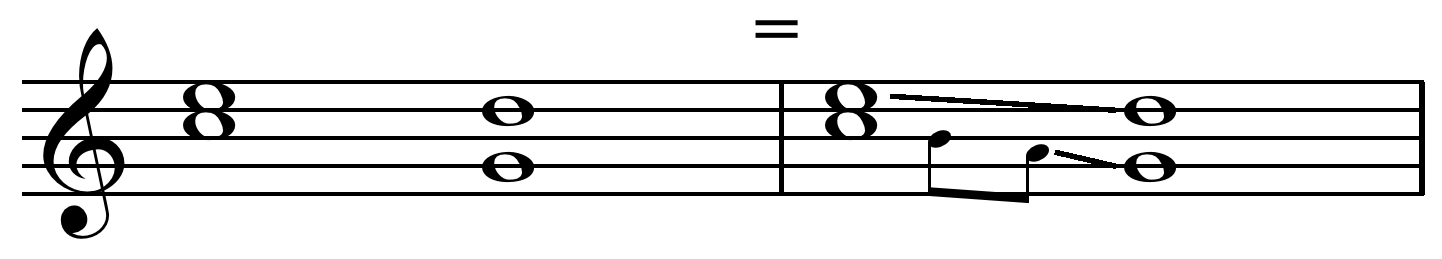
隱性平行五度：- 、

平行五度或連續五度是純五度關係的和聲進行，十二度進行這種隔八度的和聲進行本質上也是五度進行，但纯五度进入减五度的进行並非平行五度進行。很多民族音樂（如中國民族音樂）和流行樂中，五度進行是較為常見的。但共曉時期的西方音樂和分类对位法中，平行五度及平行一度、平行八度都是嚴格禁止使用的。原因是它們太過和諧導致不同聲部無法突出。
1300年，法國音樂家約翰尼斯·德·嘉蘭迪亞（Johannes de Garlandia，約1270 – 1320）首次提出平行五度不應使用的說法。但14世紀西方中世紀音樂中，平行五度仍有出現。